# Thomas Hanke
Thomas Hanke (* 1978 in Hannover) ist ein deutscher römisch-katholischer Priester und Philosoph.

## Leben
Er studierte Philosophie und katholische Theologie in Frankfurt am Main, Münster und Rom. Von 2008 bis 2011 war er Lehrer und Schulseelsorger in Hannover. Seit 2023 ist er ordentlicher Professor und Direktor des Seminars für Philosophische Grundfragen der Theologie an der Universität Münster.

## Schriften (Auswahl)
- Die Offenbarung innerhalb der Grenzen der bloßen Vernunft. Eine Studie zu Kants philosophischem Begriff der Offenbarung. Berlin 2009, ISBN 978-3-643-10285-0.
- Bewusste Religion. Eine Konstellationsskizze zum jungen Hegel. Regensburg 2012, ISBN 3-7917-2431-2.
- Normativität als Metaphysik. Brandom und die Performanz der Philosophiegeschichte. Berlin 2020, ISBN 978-3-11-070747-2.